# Die Köchin und der Präsident
Die Köchin und der Präsident ist ein französischer Spielfilm von Christian Vincent aus dem Jahr 2012.

## Handlung
Hortense Laborie arbeitet als Köchin für die Alfred-Faure-Station auf dem abgelegenen Archipel de Crozet im südlichen Indischen Ozean. Sie ist die einzige Frau unter den Arbeitern und fällt daher einem australischen Filmteam auf, das auf dem Archipel einen Dokumentarfilm drehen will. Man berichtet der Journalistin Mary und ihrem Kameramann John, dass Hortense hoch geachtet ist, hat sie doch früher für den Präsidenten Frankreichs gekocht. Hortense jedoch will über diese Zeit, über die zahlreiche Gerüchte kursieren, nicht sprechen, und meidet das Filmteam.
Eine Rückblende zeigt, wie Hortense vier Jahre zuvor von ihrem Anwesen im Périgord abgeholt wird. Man hat die bekannte Köchin einem Minister als Köchin empfohlen. Erst auf der Fahrt nach Paris erfährt Hortense, dass sie als Privatköchin für den Präsidenten engagiert wurde. Im Élysée-Palast wird sie eingewiesen und mit der Etikette vertraut gemacht, fragt sich jedoch nach einer Weile, was der Präsident denn gerne isst. Als man ihr nur vage sagt, dass er einfache Küche wie bei seiner Mutter mag, beginnt sie mit bodenständigen, jedoch verfeinerten Gerichten. Die leeren Teller, die zurück in die Küche gebracht werden, überzeugen sie, dass sie auf dem richtigen Weg ist. Eines Tages verläuft sich Hortense im Palast und steht plötzlich dem Präsidenten gegenüber. Er jedoch bedeutet ihr, dass er sie noch nicht empfangen kann und lässt sie sich entfernen. Erst einige Tage später empfängt der Präsident sie zu einer Audienz. Obwohl er eigentlich nur zehn Minuten Zeit hat und bald am Flughafen sein muss, unterhält er sich mit Hortense am Ende über eine halbe Stunde lang über das Essen. Beide stellen fest, dass sie seit frühster Kindheit Kochbücher gelesen haben, und der Präsident empfiehlt ihr sein Lieblingskochbuch. Er macht zudem deutlich, dass er gerne Gerichte so einfach wie möglich hätte, dabei jedoch das Beste aus Frankreich auf dem Teller sehen will.
Hortense, die bisher Zutaten verarbeitete, die die Großküche des Élysée-Palastes nutzte, organisiert die Zutaten für die Speisen des Präsidenten nun selbst. Sie erhält seltene Zutaten über ihre privaten Kontakte, lässt schon einmal Pilze von Familienmitgliedern sammeln und nach Paris bringen. Sie beginnt, Gerichte aus dem Lieblingskochbuch des Präsidenten nachzukochen. Als sie das Menü für ein großes Familienfest des Staatsoberhaupts festlegen soll, entscheidet sie sich für das Thema Die Loire und ihre Nebenflüsse mit zahlreichen Fisch- und Käsevariationen. Der Präsident ist beglückt, rufen die Speisen bei ihm doch alte Kindheitserinnerungen wach.
Nicht begeistert sind die Leibärzte des Präsidenten, die ihm eine strenge Diät verordnen. Er darf keinen Käse, keine schweren Soßen und kaum noch tierische Fette zu sich nehmen. Hortense wird gezwungen, sämtliche Speisepläne vorher mit den Ärzten zu besprechen. Häufig muss sie nun Kompromisse eingehen. Weitere Probleme kommen hinzu: Die Zentralküche fühlt sich von Hortense in ihrer Autorität beschnitten und behindert ihre Arbeit. Aus ihrem Spitznamen Dubarry wird später das Gerücht entstehen, dass sie mit dem Präsidenten eine Affäre hatte. Die Finanzprüfung bemängelt wiederum Hortenses hohe Nahrungsmittelkosten sowie unnötige Fahrten zur Zutatenorganisation. Zwar kommt der Präsident eines Tages sogar in ihre Küche und zeigt Mitgefühl für die Schwierigkeiten, die sie hat, kann jedoch an der Situation auch nichts ändern. Ein Ermüdungsbruch im Bein, anscheinend fehlende Kompromissfähigkeit der Zentralküche und ein kurzfristig gestrichenes Essen führen schließlich dazu, dass Hortense aufgibt. Sie reicht nach knapp zwei Jahren ihre Kündigung ein und die Zentralküche triumphiert.
Hortense meldet sich als Köchin auf dem Archipel de Crozet, tausende Kilometer von Paris entfernt. Hier arbeitet sie ein Jahr lang und gibt nun ihr Abschiedsfest mit einem großen Essen. Sie wird sich nach Neuseeland zurückziehen, wo sie Land zur Trüffelzucht erworben hat.

## Produktion

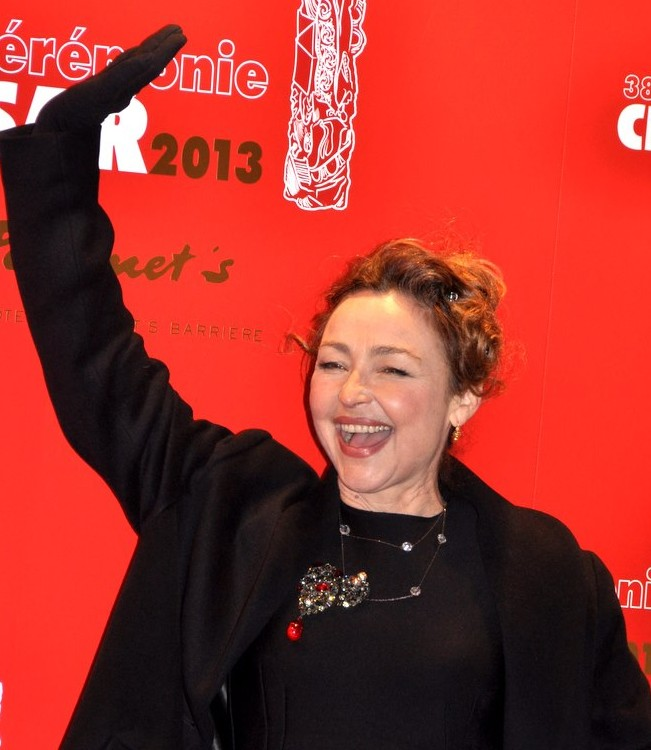
Catherine Frot beim César 2013

Die Köchin und der Präsident beruht lose auf der Biografie Mes carnets de cuisine. Du Périgord à l’Elysées von Danièle Mazet-Delpeuch, die von 1988 bis 1990 Köchin für François Mitterrand war. Der Name des Staatsoberhaupts wird im Film nie genannt; der Präsident wurde von dem Schriftsteller Jean d’Ormesson dargestellt, der damit seine erste Rolle in einem Kinofilm übernahm. Die Köchin und der Präsident wurde unter anderem in Périgord und Paris gedreht. Den Archipel fand man in der isländischen Insel Reykhólar.
Der Film erlebte am 26. August 2012 auf dem Festival d’Angoulême seine Premiere und kam am 19. September 2012 in die französischen Kinos. In Deutschland lief der Film am 20. Dezember 2012 in den Kinos an und erschien im Mai 2013 auf DVD.

## Kritik
Der film-dienst befand, dass Die Köchin und der Präsident ein sympathischer Film sei, der „durchaus hingebungsvoll den Genuss des Essens und die sich dabei entwickelnde zwischenmenschliche Wärme“ feiere. Der Film sei „so stilvoll und bodenständig zubereitet wie die Delikatessen, die Köchin Hortense […] zaubert“. „Ein köstliches Vergnügen für den kleinen Kinohunger zwischendurch“, schrieb Cinema. Für den Spiegel war Die Köchin und der Präsident ein „harmloser, aber leichtfüßiger Spaß mit umwerfender Hauptdarstellerin und einer endlosen, geradezu lüstern in Szene gesetzten Parade von Köstlichkeiten.“

## Auszeichnungen
Catherine Frot erhielt für ihre Darstellung der Köchin Hortense Laborie 2013 eine César-Nominierung in der Kategorie Beste Hauptdarstellerin.